# Любич (Свентокшиське воєводство)
Любич (пол. Lubicz) — село в Польщі, у гміні Ключевсько Влощовського повіту Свентокшиського воєводства.